# سلیم کلاس
سلیم کلاس (انگلیسی: Salim Kallas؛ ۱۳ نوامبر ۱۹۳۶ – ۲ دسامبر ۲۰۱۳) هنرپیشه و سیاست‌مدار اهل کشور سوریه بود. وی بازیگری را از سال ۱۹۷۰ شروع کرد. از وی یک فرزند پسر و پنج فرزند دختر به جای مانده است.